# Цевка

Скелет голубя, цевка под номером 8

Це́вка (лат. tarsometatarsus) — одна из костей ноги птиц, расположенная между голенью и пальцами; образуется слиянием нижнего (дистального) ряда предплюсневых костей с тремя средними (2—4-й) сросшимися по длине плюсневыми костями.
Верхний (проксимальный) ряд предплюсневых костей прирастает у птиц к большой берцовой кости, образуя тибиотарзус, так что возникает интертарзальное («внутрипредплюсневое») сочленение между голенью и цевкой.

## У ископаемых
У археоптерикса плюсневые кости были свободны. У некоторых ископаемых экземпляров пресмыкающихся, например, гигантских хищных динозавров, нога которых обнаруживает сходство с ногой птиц, имелась цевка, сходная с цевкой птиц. Выражаясь более точно: строение нижних конечностей птиц практически полностью унаследовано от их предков, динозавров группы манирапторов.

## У птиц
У некоторых взрослых современных птиц (пингвины, фрегаты) в цевке сохраняются следы слияния — отверстия и желобки между плюсневыми костями. Длина цевки у разных видов птиц различна, например у лазающих попугаев она очень короткая, у болотных птиц — такой же длины, как их длинная голень. У самцов некоторых куриных на задней стороне цевки имеются так называемые шпоры.